# Гошич
Гошич (хорв. Gošić) — населений пункт у Хорватії, у Шибеницько-Книнській жупанії у складі громади Кистанє.

## Населення
Населення за даними перепису 2011 року становило 46 осіб.
Динаміка чисельності населення поселення:

## Клімат
Середня річна температура становить 13,65 °C, середня максимальна – 28,22 °C, а середня мінімальна – -0,36 °C. Середня річна кількість опадів – 871 мм.
| Клімат поселення                              | Клімат поселення | Клімат поселення | Клімат поселення | Клімат поселення | Клімат поселення | Клімат поселення | Клімат поселення | Клімат поселення | Клімат поселення | Клімат поселення | Клімат поселення | Клімат поселення | Клімат поселення |
| Показник                                      | Січ.             | Лют.             | Бер.             | Квіт.            | Трав.            | Черв.            | Лип.             | Серп.            | Вер.             | Жовт.            | Лист.            | Груд.            |                  |
| Середній максимум, °C                         | 10,13            | 10,79            | 13,58            | 16,90            | 21,89            | 25,76            | 28,22            | 27,96            | 23,63            | 19,15            | 13,50            | 10,64            |                  |
| Середня температура, °C                       | 4,91             | 5,54             | 8,36             | 11,66            | 16,65            | 20,52            | 23,75            | 23,45            | 19,16            | 14,67            | 9,01             | 6,14             |                  |
| Середній мінімум, °C                          | −0,36            | 0,31             | 3,10             | 6,42             | 11,40            | 15,28            | 19,28            | 18,97            | 14,66            | 10,18            | 4,53             | 1,66             |                  |
| Норма опадів, мм                              | 73               | 66               | 70               | 76               | 63               | 61               | 36               | 51               | 86               | 94               | 106              | 89               |                  |
| Середньомісячна швидкість вітру, м/с          | 2.10             | 2.28             | 2.51             | 2.46             | 2.18             | 1.96             | 1.98             | 1.83             | 1.95             | 2.00             | 2.36             | 2.34             |                  |
| Середньомісячна сонячна радіація, кДж/м²·день | 5214             | 7905             | 11573            | 16218            | 20258            | 22467            | 24311            | 21278            | 15817            | 10141            | 5596             | 4428             |                  |
| --------------------------------------------- | ---------------- | ---------------- | ---------------- | ---------------- | ---------------- | ---------------- | ---------------- | ---------------- | ---------------- | ---------------- | ---------------- | ---------------- | ---------------- |
| Джерело:                                      |                  |                  |                  |                  |                  |                  |                  |                  |                  |                  |                  |                  |                  |